# Masse critique (sciences sociales)
Pour les articles homonymes, voir Masse critique.
La masse critique est un concept en sciences sociales et en marketing, définissant le nombre minimal de personnes ou d'utilisateurs nécessaire pour qu'un phénomène, une idée, un produit, un service ou un mouvement social devienne autonome et se développe et gagne en importance. C'est le point à partir duquel une tendance ou un comportement se propage suffisamment pour marquer un changement significatif et devenir une norme sociale reconnue au sein d'un groupe ou d'une société.

## Domaines d'application

### Économie
En entreprise, atteindre la masse critique signifie avoir suffisamment de clients ou de parts de marché pour soutenir une entreprise et commencer à générer des bénéfices. Une start-up peut avoir besoin d'atteindre un certain nombre d'utilisateurs pour attirer des annonceurs ou des investisseurs.

### Technologies de l'information et de la communication
Sur les technologies de l'information et de la communication, comme un réseau social, la masse critique représente le nombre d'utilisateurs nécessaire pour que le service ait de la valeur.
Le télécopieur est une technologie qui n'est devenue largement utilisée que lorsqu'un nombre suffisant de personnes en possédaient un.

### Manifestation
Le terme de masse critique prend un sens politique lors d'une manifestation ou des périodes révolutionnaires.
La théorie de la masse critique est utilisée pour expliquer plusieurs évolutions des normes sociales, comme l’égalité des sexes, le mariage homosexuel. Cette théorie expose que « des groupes minoritaires peuvent être à l’origine de changements dans les conventions partagées par une majorité de la population à partir du moment où ils atteignent une certaine taille » ou « masse » critique. Lorsqu'une telle situation se produit, elle est légitimée et peut devenir acceptable,.

## Point de basculement
Bien que le seuil exact de masse critique puisse varier selon les contextes, certaines études avancent des chiffres :
Selon les recherches de la politologue américaine Erica Chenoweth, environ 3,5% de la population participant activement à des manifestations pourrait suffire pour assurer un changement politique sérieux,,.
Selon Malcolm Gladwell et d'autres experts estiment que le « point de basculement » se situe autour de 10% d'une population. À ce niveau, une minorité engagée peut potentiellement changer la norme sociale et entraîner la majorité.